# Смърт на Адолф Хитлер
Смъртта на Адолф Хитлер, лидер на нацистката партия, канцлер на Германия от 1933 до 1945 г. и фюрер на Нацистка Германия от 1934 до 1945 г., настъпва на 30 април 1945 г.
Той се самоубива с пистолет в своя Фюрербункер в Берлин с Ева Браун, съпругата му, която поглъща цианид. В съответствие с последната воля на Хитлер, същият следобед техните тела са пренесени през стълбището на аварийния изход на бункера, изгорени са с бензин, и заровени в градината на Райхсканцеларията извън бункера. Записите в съветските архиви показват, че техните изгорели останки са възстановени и погребани на различни места до 1970 г., когато отново са ексхумирани, кремирани и пепелта разпръсната.
Има различни версии за причината за смъртта. Една версия заявява, че се самоубил само с отрова, а друга, че е произвел изстрел в главата си, докато е захапал капсула цианид. Съвременните историци отхвърлят тези версии като съветска пропаганда или опит за компромис, за да се съгласуват различните заключения. Очевидец твърди, че трупът на Хитлер има признаци, че е прострелян през устата, но това е малко вероятно. Също има спор относно автентичността на черепните и челюстните фрагменти, които са възстановени. През 2009 г. американски изследователи извършват ДНК тестове върху фрагмент от черепа, които съветските власти отдавна смятат за този на Хитлер. ДНК тестовете и изследванията показват, че черепът всъщност е на жена на възраст до 40 години. Възстановените челюстни фрагменти не са тествани.

## Предшестващи събития
До началото на 1945 г. военното положение на Германия е на ръба на пълен колапс. Полша пада пред напредващите съветски сили, които дотогава се готвят да прекосят Одер между Кюстрин и Франкфурт с цел да обхванат Берлин на 82 километра на запад. Германските сили губят от съюзниците при Арденската офанзива, а британските и канадските сили пресичат Рейн в германския индустриален район на Рур. Американските сили на юг превземат Лотарингия и се придвижват към Майнц, Манхайм и Рейн. В Италия германските сили се изтеглят на север, тъй като те са притиснати от американските и британските сили като част от пролетната офанзива, за да преминат през По и в подножието на Алпите. Паралелно с военните действия, съюзниците се срещат в Ялта между 4 – 11 февруари, за да обсъдят краят на войната в Европа.
Лидерът на бързо разпадащия се Трети райх, Хитлер се оттегля в своя Фюрербункер в Берлин на 16 януари 1945 г. За нацисткото ръководство е ясно, че битката за Берлин ще бъде последната битка от войната в Европа. Около 325 000 войници от армейската група Б на Германия са заобиколени и заловени на 18 април, оставяйки пътя отворен за американските сили да стигнат до Берлин. До 11 април американците прекосяват Елба, на 100 километра на запад от града. На 16 април съветските войски на изток преминават Одер и започват битката за Сеелоу Хайтс, последната голяма защитна линия, защитаваща Берлин. До 19 април германците са напълно отстъпили от Сеелоу Хайтс, без да оставят предната линия. Берлин е бомбардиран от съветската артилерия за пръв път на 20 април (рождения ден на Хитлер). Вечерта на 21 април танковете на Червената армия стигат до покрайнините на града.
В следобедната конференция по ситуацията на 22 април, Хитлер понася пълен нервен колапс, когато е уведомен, че заповедите, които е издал предишния ден на армията на генерал-лейтенант Феликс Щайнер да спаси Берлин, не са били спазени. Хитлер започва тирада срещу предателството и некомпетентността на своите командири – избухването му завършва с декларация за първи път, че войната е загубена. Хитлер съобщава, че ще остане в Берлин до края и ще се застреля. По-късно в същия ден той иска от СС д-р Вернер Хаазе за най-надеждния метод за самоубийство. Хаазе предлага „метод на пистолет и отрова“ за комбиниране на доза цианид с огнестрелно оръжие до главата. Когато шефът на Луфтвафе, Райхсмаршал Херман Гьоринг, научава за това, той изпраща телеграма до Хитлер с молба да получи разрешение да поеме ръководството на Райха, в съответствие с декрета на Хитлер от 1941 г., който го посочва за свой приемник. Влиятелният секретар на Хитлер Мартин Борман убеждава Хитлер, че Гьоринг заплашва с държавен преврат. В отговор, Хитлер информира Гьоринг, че ще бъде екзекутиран, ако не подаде оставка на всичките си постове. По-късно същия ден, той уволнява Гьоринг от всички свои длъжности и нарежда да бъде арестуван.
До 27 април Берлин е отрязан от останалата част от Германия. Изгубени са сигурни радиосъобщения със защитни устройства, командният състав в бункера зависи от телефонните линии за приемане на инструкции и заповеди и от общественото радио за новини и информация. На 28 април се появява доклад на Би Би Си, произхождащ от Ройтерс, копие от съобщението е дадено на Хитлер. В доклада се посочва, че Райхсфюрер-СС Хайнрих Химлер е предложил да се предаде на западните съюзници, но това е било отхвърлено. Химлер предполага, че съюзниците имат правомощията да преговарят за предаване. Хитлер разглежда това като измяна. През следобеда неговият гняв и горчивина ескалират в ярост срещу Химлер. Хитлер нарежда арестуването на Химлер и екзекуция за Херман Фегелейн (представител на Химлер в Берлин).
По това време Червената армия е на Потсдамерплац, а всички признаци са, че се готвят да нахлуят в Канцеларията. Този доклад, съчетан с предателството на Химлер, подтиква Хитлер да вземе последните решения в живота си. След полунощ на 29 април, Хитлер се жени за Ева Браун на малка гражданска церемония в камерната зала на бункера. След това, Хитлер е домакин на скромна сватбена закуска с новата си съпруга. После той завежда секретарката си Траудл Юнге в друга стая и диктува последната си воля и завещание. Той подписва тези документи в 04:00 часа и след това се оттегля в леглото (някои източници твърдят, че Хитлер диктува последната воля и завещание непосредствено преди сватбата, но всички източници се споразумяват за момента на подписването).
През деня на 29 април Хитлер научава, че неговият съюзник дучето Бенито Мусолини е екзекутиран от италианските партизани. Телата на Мусолини и неговата любовница, Клара Петачи са провесени с главата надолу. Телата по-късно са поругавани, свалени и хвърлени настрана, където италианци ги заплюват. Тези събития вероятно накланят сериозно везните Хитлер да не позволи на себе си или на неговата съпруга да станат „спектакъл“, както той записва по-рано в своето завещание. Този следобед, Хитлер изразява съмнения относно цианидните капсули, които получава от СС. За да провери силата на капсулите, Хитлер нарежда на д-р Вернер Хаазе да изпробва една от тях на собственото си куче Блонди, което умира бързо.

## Самоубийство
Хитлер и Браун живеят заедно като съпруг и съпруга в бункера за по-малко от 40 часа. Към 01:00 часа на 30 април генерал Вилхелм Кайтел съобщава, че всички сили, които Хитлер има за спасяването на Берлин, са обкръжени или принудени да се оттеглят в отбрана. Късно сутринта на 30 април 1945 г., когато руснаците са на по-малко от 500 метра от бункера, Хитлер се среща с генерал Хелмут Вайдлинг, командир на Берлинската отбрана. Той казва на Хитлер, че тази нощ гарнизонът вероятно ще изразходи боеприпасите си и че борбата за Берлин неизбежно ще приключи през следващите 24 часа. Вайдлинг моли Хитлер за разрешение за пробив, това искане, което преди това е направил неуспешно. Хитлер не отговаря и Вайдлинг се връща в щаба си в „Бендлерблок“. Около 13:00 ч. той получава разрешението на Хитлер за пробив през нощта. Хитлер, двама секретари и неговият личен готвач, след това обядват. После Хитлер и Браун се сбогуват с персонала на Фюрербункер и неговите последни обитатели, включително Мартин Борман, Йозеф Гьобелс и семейството му, секретарите и няколко военни офицери. Около 14:30 ч. Адолф и Ева Хитлер отиват в стаята на Хитлер.
Няколко свидетели по-късно твърдят, че са чули силен изстрел приблизително в 15:30 часа. След като изчаква няколко минути, подчинен на Хитлер, Хайнц Линге, отваря залостената врата с Борман на помощ. Линге по-късно заявява, че веднага усетил аромат на изгорени бадеми, което е общо наблюдение в присъствието на киселина. Адютантът на Хитлер, СС-Щурмбанфюрер Ото Гюнше, влиза и открива двете безжизнени тела на дивана. Гюнше заявява, че „Хитлер ... седеше ... с течаща кръв от дясно. Той се беше застрелял със собствения си пистолет – Walther PPK 7.65.“ Оръжието е в краката му и според СС-Обершарфюрер Рохус Миш, главата на Хитлер е опряна на масата пред него. Според Линге тялото на Ева не е имало видими физически рани, а лицето ѝ е показало как е умряла от цианидно отравяне. Гюнше и СС-Бригадефюрер Вилхелм Монке заявяват „недвусмислено“, че всички външни лица и тези, които изпълняват задълженията си и работят в бункерa „нямат достъп“ до частните помещения на Хитлер по време на смъртта (между 15:00 и 16:00 часа).
Гюнше излиза от там и съобщава, че фюрерът е мъртъв. В съответствие с предишните писмени и устни указания на Хитлер, двете тела са пренесени нагоре по стълбите към нивото на земята и през аварийния изход на бункера до градината зад канцеларията на Райха, където са изгорени с бензин. Очевидецът Рохус Миш казва, че някой извикал: „Побързай нагоре, те изгарят шефа!“ След като първите опити за запалване на бензина не сработват, Линге се връща в бункера и взима хартия. Борман запалва документите и хвърля факла върху телата. Когато двата трупа се запалват, малка група, включително Борман, Гюнше, Линге, Гьобелс, Ерих Кемпка, Петер Хьогл, Евалд Линдлоф и Ханс Райсер, вдигат ръце за Хитлеров поздрав, докато стоят точно зад входа на бункера.
Около 16:15 часа, Линге нарежда на СС-Унтерщурмфюрер Хайнц Крюгер и СС-Обершарфюрер Вернер Швайдел, да изнесат килима на Хитлер, и да го изгорят. Швайдел по-късно заявява, че след като влиза в стаята, вижда кръв с размерите на „голяма чиния за вечеря“ на облегалката на дивана. Двамата изнасят окървавения килим в градината на канцеларията. Там килимът е поставен на земята и изгорен.
В следобеда руснаците обграждат района около канцеларията на Райха. Служители на СС донасят допълнителни кутии бензин, за да изгорят труповете. Линге по-късно отбелязва, че огънят не унищожава напълно останките, тъй като труповете се изгарят на открито, където разпределението на топлината варира. Телата са горени от 16:00 до 18:30 ч. Около 18:30 часа Линдлоф и Райсер покриват останките в плитък кратер.

## Последици
Първото съобщение за външния свят, че Хитлер е мъртъв, идва от самите германци. На 1 май радиостанцията Reichssender Hamburg прекъсва нормалната си програма, за да обяви, че скоро ще бъде направено важно изявление. След драматична погребална музика от Вагнер и Брукнер, адмирал Карл Дьониц (назначен за наследник на Хитлер в неговата воля) обявява, че Адолф Хитлер е мъртъв. Дьониц призовава германския народ да скърби за своя фюрер, който умира като герой, защитаващ столицата на Райха. Надявайки се да спаси армията и нацията чрез преговори за частично предаване на британците и американците, Дьониц разрешава бойно изтегляне на запад. Неговата тактика е донякъде успешна: дава възможност на около 1,8 милиона немски войници да избягат залавяне от страна на руснаците, но това се случва с висока цена при кръвопролития, тъй като войските продължават да се бият до 8 май.
На сутринта на 1 май (13 часа след събитието) Сталин е информиран за самоубийството на Хитлер. Генерал Ханс Кребс дава тази информация на съветския генерал Василий Чуйков, когато се срещат в 04:00 часа на 1 май, когато германците се опитват да договорят приемливи условия за предаване. Сталин иска безусловна капитулация и потвърждение, че Хитлер е мъртъв. Той иска да намери трупа на Хитлер. В ранните утринни часове на 2 май, руснаците завладяват канцеларията на Райха. Надолу във Фюребрунер генерал Кребс и генерал Вилхелм Бургдорф се самоубиват с огнестрелно оръжие в главата.
По-късно на 2 май останките на Хитлер, Браун и две кучета (смятани за Блонди и нейно потомство, Улф) са открити в кратер от звеното на разузнавателната агенция на Червената армия Смерш, натоварена да открие тялото на Хитлер. Сталин е предпазлив да вярва, че Хитлер е мъртъв и ограничава публикуването на информация. Останките на Хитлер и Браун са многократно погребани и ексхумирани от Смерш по време на преместване от Берлин в Магдебург. Телата, заедно с овъглените останки на пропагандния министър Гьобелс, съпругата му Магда и шестте им деца, са погребани в немаркиран гроб. Местоположението е пазено в тайна.
По политически мотивирани причини, Съветският съюз представя различни версии за съдбата на Хитлер. В годините непосредствено след 1945 г. руснаците твърдят, че Хитлер не е мъртъв, а е избягал и е бил защитен от бившите западни съюзници. Това работи известно време, за да създаде съмнение сред западните власти. Началникът на адвокатската колегия в Нюрнберг, Томас Дж. Дод, заявява: „Никой не може да каже, че е мъртъв“. Когато президентът Хари Труман пита Сталин на конференцията в Потсдам през август 1945 г. дали Хитлер е мъртъв, Сталин отговаря безучастно: „Не“. Но до 11 май 1945 г. Съветският съюз вече е потвърдил чрез зъболекаря на Хитлер, Уго Блашке, зъболекарят Кяте Хезерман и зъботехникът Фриц Ехтман, че са намерени зъбните останки. През ноември 1945 г. Дик Уайт, тогава началник на контраразузнаването в британския сектор в Берлин (и по-късно ръководител на MI5 и MI6 последователно), има свой агент Хю Тревър-Ропер за да разследва въпроса, да се противопостави на съветските претенции. Констатациите му са написани в доклад и са публикувани в книжна форма през 1947 г.
През май 1946 г. агентите на Смерш възстановяват от кратера, където Хитлер е погребан, две изгорени части от черепа с огнестрелна рана. Тези останки очевидно са забравени в руския държавен архив до 1993 г., когато са отново намерени. През 2009 г. са извършени ДНК и съдебни изследвания върху фрагмента на черепа, които съветските власти отдавна смятат за Хитлер. Според американските изследователи тестовете разкриват, че черепът всъщност е този на жена и изследването, където се образуват черепните плочи, е на възраст под 40 години. Челюстните фрагменти, възстановени през май 1945 г., не са тествани.
През 1969 г. книгата на съветския журналист Лев Безименски за смъртта на Хитлер е публикувана на Запад. Това включва доклада за аутопсията на Смерш, но поради по-ранните дезинформационни опити, западните историци смятат, че това е ненадеждно.
През 1970 г. сградата на Смерш, контролирана от КГБ, е планирано да бъде предадена на източногерманското правителство. Загрижени, че това известно гробище на Хитлер може да се превърне в място за поклонение на неонацисти, директорът на КГБ Юрий Андропов разрешава операция за унищожаване на останките, погребани в Магдебург на 21 февруари 1946 г. На 4 април 1970 г. те тайно ексхумират пет дървени кутии, съдържащи останките от „10 или 11 тела ... в напреднала фаза на гниене“. Останките са напълно изгорени, след което пепелта е хвърлена в реката Бидериц, приток на Елб.
Според Иън Кершоу труповете на Браун и Хитлер вече са били напълно изгорени, когато Червената армия ги е открила, а само долната челюст с дентална работа може да се определи като останките на Хитлер.

## Галерия
- Йозеф Гьобелс, съпругата му Магда и техните 6 деца. Зад тях е Харалд Квандт – доведен син на Гьобелс и единствен от тяхното семейство, който оцелява след войната.
- Хитлер (вдясно) посещава защитниците на Берлин в началото на април 1945 г. с Херман Гьоринг (в средата) и маршал Кайтел (частично закрит)
- Хайнц Линге, служител на Хитлер и един от първите, влезли в стаята му след самоубийството
- Уинстън Чърчил седи на изгорен стол от Фюрербункер през юли 1945 г.